# Letícia Ribes de Lima
Letícia Ribes de Lima (1977) es una bióloga, taxónoma, botánica, geobotánica, curadora, y profesora brasileña.

## Biografía
Tiene una licenciatura en ciencias biológicas por la Universidad de São Paulo-USP (B.Sc. 1998; licenciatura en 2000) un MA en botánica, en 2001, defendiendo la tesis "O gênero Croton L. (Euphorbiaceae) na Cadeia do Espinhaço, Minas Gerais, Brasil", supervisada por el Dr. José Rubens Pirani (1958); y, en 2006, un doctorado en ciencias biológicas (botánica) por la misma casa de altos estudios, sostenida económicamente con una beca de la Fundación de Amparo a la Investigación del Estado de São Paulo, FAPESP, Brasil. Previamente, realizó una pasantía, período sándwich, en la Universidad de Wisconsin-Milwaukee, con la asesoría de Paul Edward Berry (1952).
Y, en 2002, estudios de posdoctorado en el Real Jardín Botánico de Kew, Inglaterra. Efectuó sus perfeccionamientos, siendo becaria de la Coordinación de Capacitación de Personal de Nivel Superior CAPES, Brasil.
Trabajó como investigadora científica en el Instituto de Botánica, IBT, en la sección de Curaduría de Herbario, de 2005 a 2009 y como profesora adjunta en la Universidad Federal de São Carlos de 2009 a 2012. En la actualidad es profesora adjunta en la Universidad Federal de Alagoas, y coordinadora del curso de ciencias biológicas, modalidad de Licenciatura Biológica. Tiene experiencia en botánica, con énfasis en la sistemática de plantas y florística general. También trabajó en Proyectos de recuperación de zonas degradadas en el área de estudios florísticos.

## Algunas publicaciones
- ORLANDINI, PRISCILA; LIMA, LETÍCIA RIBES DE. 2014. Sinopse do gênero Manihot Mill. (Euphorbiaceae) no Estado de São Paulo, Brasil. Hoehnea 41: 51-60

- COSTA, S.O.; LIMA, L. R.; SEBASTIANI, R.; FIGUEIREDO, R. A. 2014. Avaliação da visitação à Trilha dos Jequitibás, do Centro de Ciências Agrárias da Universidade Federal de São Carlos (Araras, SP). Educação Ambiental em Ação 49: 1-12

- MARTINS, E.R.; LIMA, L. R.; CORDEIRO, I. 2014. Phyllanthus (Phyllanthaceae) do estado do Rio de Janeiro. Rodriguésia (impreso) 65: 405

- SECCO, R.; CORDEIRO, I.; SENNA-VALE, L.; SALES, M.F.; LIMA, L. R.; MEDEIROS, D.; HAIDAD, B.S.; OLIVEIRA, A.S.; CARUZO, M. B. R.; CARNEIRO-TORRES, D.S.; BIGIO, N.C. 2012. An overview of recent taxonomic studies on Euphorbiaceae s.l. in Brazil. Rodriguesia 63: 227-242

- MARTINS, E.R.; LIMA, L. R. 2011. Sinopse do gênero Phyllanthus L. (Phyllanthaceae) do Estado de São Paulo. Hoehnea (São Paulo) 38: 123-133

- LIMA, L. R. ; PIRANI, J. R. 2008. Three new species of Croton (Euphorbiaceae) from Brazil. Kew Bulletin 63: 121-129

- LIMA, L. R. ; PIRANI, J. R. 2008. Revisão taxonômica de Croton sect. Lamprocroton (Müll.Arg.) Pax (Euphorbiaceae s.s.) Biota Neotropica 8: 1-56

- BERRY, P.E.; CARUZO, M. B. R.; CORDEIRO, I.; ESSER, H.J.; FERNANDES-CASAS, F.J.; LEVIN, G.A.; LIMA, L. R.; RIINA, R.; WURDACK, K.J. 2008. Catálogo de las Plantas Vasculares del Cono Sur (Argentina, Sur de Brasil, Chile, Paraguay y Uruguay): Euphorbiaceae. Monographs in Systematic Botany from the Missouri Botanical Garden 107: 2010-2078

- LIMA, L. R. ; VITORINO-CRUZ, M.A.; PIRANI, J. R.; CORREA, A. M. S. 2007. Pollen morphology of Croton sect. Lamprocroton (Müll.Arg.) Pax (Euphorbiaceae) and its taxonomic implications. Nordic Journal of Botany 25: 206-216

- LIMA, L. R.; CORDEIRO, I.; BERRY, P.E.; VITORINO-CRUZ, M.A. 2005. Brasiliocroton, a New Crotonoid Genus of Euphorbiaceae s.s. from Eastern Brazil. Systematic Botany 30 (2): 357-365

- LIMA, L. R.; PIRANI, J. R. 2005. Burseraceae. Flora Fanerogâmica do Estado de São Paulo 4: 163-168

- LIMA, L. R.; PIRANI, J. R. 2005. Pedaliaceae. Flora Fanerogâmica do Estado de São Paulo 4: 317-319

- LIMA, L. R.; CORDEIRO, I.; PIRANI, J. R. 2004. Flora de Grão Mogol, Minas Gerais: Croton (Euphorbiaceae). Boletim de Botânica da Universidade de São Paulo 22 (2): 109-131

- LIMA, L. R.; DIAS, P. ; SAMPAIO, P. S. P. 2004. Flora da Serra do Cipó, Minas Gerais: Flacourtiaceae. Boletim de Botânica da Universidade de São Paulo 22 (1): 19-23

- LIMA, L. R.; PIRANI, J. R. 2003. Flora do Distrito Federal, Brasil: Burseraceae. Flora do Distrito Federal, Brasil 3: 127-138

- LIMA, L. R.; PIRANI, J. R. 2002. Caricaceae. Flora Fanerogâmica do Estado de São Paulo, São Paulo 2: 79-82

- LIMA, L. R. 2001. Revisão da família Burseraceae para o projeto Flora Fanerogâmica do Distrito Federal. Listagem e Nível de Proteção das Espécies de Fanerógamas do Distrito Federal Brasil, 1: 89-359

- LIMA, L. R.; PIRANI, J. R. 2000. O gênero Croton L. (Euphorbiaceae) na Cadeia do Espinhaço, Minas Gerais, Brasil. Boletim de Botânica da Universidade de São Paulo, 21 (2): 299-344

- LIMA, L. R.; PIRANI, J. R. 1999. Burseraceae. Flora Fanerogâmica da Ilha do Cardoso, São Paulo 6: 155-157

### Libros
- LIMA, L. R. ; RODRIGUES, R.R. 2009. Cenários Ambientais 2020 Archivado el 5 de marzo de 2016 en Wayback Machine.. São Paulo: Secretaria do Meio Ambiente

### Capítulos de libros
- MARTINS, E.R.; LIMA, L. R.; CORDEIRO, I. 2012. Phyllanthaceae. En: Flora Fanerogâmica do Estado de São Paulo, v. 7

- CORDEIRO, I. ; SECCO, R. ; CARDIEL, J.M. ; STEINMANN, V.; CARUZO, M. B. R.; RIINA, R.; LIMA, L. R.; MAYA-L., C.A; BERRY, P.E. ; PSCHEIDT, A.C. 2010. Euphorbiaceae. In: Forzza, R.C. et al. (orgs.) Catálogo de Plantas e Fungos do Brasil. Río de Janeiro: Instituto de Pesquisas Jardim Botânico do Rio de Janeiro, v. 2, p. 963-989

- RODRIGUES, R.R.; LIMA, L. R. 2009. Síntese do documento "Diretrizes para conservação e restauração da biodiversidade no Estado de São Paulo". In: Bononi, V.L.R; SANTOS JR, N.A. (orgs.) Memórias do Conselho Científico da Secretaria do Meio Ambiente: a síntese de um ano de conhecimento acumulado. São Paulo: Instituto de Botânica, SMA, v. 1, p. 20-30

- DURIGAN, G.; MAMEDE, M. C. H.; IVANAUSKAS, N.M.; LIMA, L. R.; et al. 2008. Fanerógamas. In: Rodrigues, R.R.; Bononi, V.L.R. (orgs.) Diretrizes para a conservação e restauração da biodiversidade no Estado de São Paulo. São Paulo: Instituto de Botânica & FAPESP, v. 1, p. 102-109

- LIMA, L. R. 2005. Fauna and flora of the campus of the Cidade Universitária Armando de Salles Oliveira. Con Jane Elizabeth Kraus. Ed. EdUSP, 311 pp. ISBN 8531408792, ISBN 9788531408793

### En Congresos
En Annals VI International Rubiaceae and Gentianales Conference, Salvador, 2014.
- SANTOS, W. T.C.C.; LIMA, LETÍCIA RIBES DE. Phanerogamic Flora of the State of Alagoas: the genus Diodella Small (Rubiaceae)
- SANTOS, W.T.C.C. ; LIMA, L. R. Phanerogamic Flora of the State of Alagoas: the genus Spermacoce L. (Rubiaceae).

En Anais 65º Congresso Nacional de Botânica, 2014
- LARANGEIRA Jr, B.L.; LIMA, L. R. Flora Fanerogâmica do Estado de Alagoas: o gênero Croton L. (Euphorbiaceae)
- SANTOS, A.C.M.C.; LIMA, L. R. Levantamento das espécies de árvores da Universidade Federal de Alagoas, campus A.C. Simões
- LEITE, C.B.A.; LIMA, L. R. 2014. Flora Fanerogâmica do Estado de Alagoas: a família Onagraceae

- COSTA, S.O.; SEBASTIANI, R.; LIMA, L. R.; FIGUEIREDO, R. A. 2013. Implantação de trilha interpretativa guiada como subsídio para conservação da agrobiodiversidade em Araras (SP). In: Anais III Simpósio Agroambiental, Araras, SP

En XX Congresso de Iniciação Científica da UFSCar, São Carlos, SP
- COSTA, S.O.; LIMA, L. R. Estrutura e composição florística como subsídio para manejo e conservação do remanescente florestal do campus do Centro de Ciências Agrárias da Universidade Federal de São Carlos (Araras, SP)
- COSTA, S.O.; LIMA, L. R.; FIGUEIREDO, R. A. Implantação de trilha interpretativa guiada como subsídio para conservação da agrobiodiversidade em Araras (SP)

En Anais 63.º Congresso Nacional de Botânica, Joinville, SC, 2012
- MARTINS, E.R.; LIMA, L. R. Levantamento do gênero Phyllanthus L. (Phyllanthaceae) no Estado do Rio de Janeiro
- COSTA, S.O.; LIMA, L. R. Estrutura e composição florística como subsídio para manejo e conservação do remanescente florestal do campus do Centro de Ciências Agrárias da Universidade Federal de São Carlos (Araras, SP)
- SANTOS, W.T.C.C.; LIMA, L. R. Levantamento do gênero Spermacoce L. (Rubiaceae) no Estado de Alagoas

- SABINO, A.P.S.; RODRIGUES, R.R.; LIMA, L. R.; FERRAZ, K.M.P.M.B.; PENHA, A. S. 2012. Floristic similarity between semideciduous seasonal forests inserted in different agricultural. In: 49th Annual Meeting of the Association for Tropical Biology, Bonito, MS

- COSTA, S.O.; LIMA, L. R. 2012. Estrutura e composição florística como subsídio para manejo e conservação do remanescente florestal do campus do Centro de Ciências Agrárias da Universidade Federal de São Carlos (Araras, SP). In: II Simpósio Agroambiental

## Honores[5]

### Membresías
- Sociedad Botánica de Brasil[6]

### Revisora de proyectos de fomento
- 2012. Proyecto: Fundação de Amparo a Pesquisa do Estado do Amazonas
- 2012. Proyecto: Conselho Nacional de Desenvolvimento Científico e Tecnológico

### Revisora de periódico
- 2007. Periódico: Boletim de Botânica (USP)
- 2005 - actual. Periódico: Flora Fanerogâmica do Estado de São Paulo
- 2006. Periódico: Hoehnea (São Paulo)
- 2005. Periódico: Flora Fanerogâmica da Ilha do Cardoso
- 2007. Periódico: Rodriguesia
- 2008 - 2009. Periódico: Acta Amazónica
- 2010 - 2011. Periódico: Biota Neotropica (en línea, edición en inglés)
- 2013. Periódico: Rodriguesia
- 2013. Periódico: Kew Bulletin
- 2014. Periódico: Check List (São Paulo, en línea)
- 2014. Periódico: Checklist

- Portal:Biografías. Contenido relacionado con Botánica.
- Portal:Biología. Contenido relacionado con Taxonomía.